# Roberto Fugazot
Santiago Roberto Fugazot (* 20. Juni 1902 in Montevideo; † 8. August 1971 in Buenos Aires) war ein uruguayischer Schauspieler, Tangosänger und -komponist.

## Leben und Wirken
Fugazot machte seine ersten Erfahrungen als Sänger bei Touren mit Juan Pedro López durch Uruguay. Zum Beginn der Radiosendungen in Uruguay 1924 trat er mit Américo Chiriff in der Sendung Paradizábal und einige Monate später bei Radio El Día mit Ítalo Goyeche auf. Mit diesem debütierte er auch am Teatro Nacional in Buenos Aires. Dort lernte er Agustín Irusta kennen, mit dem er 1926 ein Duo gründete. Mit Alfredo Gobbi traten sie als Los tres gauchos im Teatro Hipodrome auf und begleiteten dort die Sängerin Ada Falcón.
Nach der Trennung von Gobbi nahmen Irusta und Fugazot einige Titel beim Label Victor auf. Francisco Canaro engagierte sie für den von dem Plattenproduzenten Max Glücksmann veranstalteten Tangowettbewerb. Als Refrainsänger traten sie dort mit den Tangos Noche de reyes von Pedro Maffia und Jorge Curi und El mal que me hiciste von Carlos Percuocco und Luis De Biase auf. Fugazot nahm als Solist zwei weitere Titel auf: Lagrimeando, lagrimeando von Antonio Scatasso und Alberto Novión und Fumando espero von Juan Viladomat Masanas und Félix Garzo.
Francisco Canaro engagierte beide für Auftritte des Orchesters von Rafael und Juan Canaro in Paris. In Paris lernten sie den Pianisten und Komponisten Lucio Demare kennen, mit dem sie als Trío Argentino im Cabaret Maipú auftraten und Platten beim Label Gramófono aufnahmen. Von Spanien aus unternahmen sie Tourneen durch die Karibik und Südamerika. Sie traten u. a. in Mexiko (mit dem Gitarristen Rafael Iriarte), in Caracas und in Buenos Aires (mit dem Orchester Francisco Canaro) auf.
Nach ihrer Rückkehr nach Spanien arbeiteten sie einige Zeit mit einem uruguayischen Orchester unter Leitung von Angel Sica und Francisco Panedas zusammen und wirkten in den Filmen Boliche und Aves sin rumbo mit. 1935 kehrten sie nach Buenos Aires zurück, um in der Francisco Canaro aufgeführten musikalischen Komödie La patria del Tango aufzutreten, die 1937 auch in Montevideo gezeigt wurde.
Danach trennte sich das Trio Irusta-Fugazot-Canaro, und Fugazot konzentrierte sich bis Ende der 1940er Jahre auf eine Laufbahn als Charakterdarsteller im Film. Im Radio war er in der Serie Gran pension El Championship bei Radio Belgrano erfolgreich. Ende 1948 gingen Irusta, Fugazot und Demare für Rundfunkaufnahmen nach Havanna, die 40 Jahre später in einer CD-Reihe in Mexiko veröffentlicht wurden. Seine letzten Auftritte hatte Fugazot 1959 mit Irusta in Barcelona, im El rincón del tango in Caracas und allein bei einer Tournee durch Venezuela.

## Filmografie
- 1933: Boliche (Regie: Francisco Elías)
- 1934: Aves sin rumbo (Regie: Antonio Graciani)
- 1936: Ya tiene comisario el pueblo (Regie: Claudio Martínez Payva und Eduardo Morera)
- 1938: Nace un amor (Regie: Luis Saslavsky)
- 1939: Y los sueños pasan (Regie: Enrique de Rosas)
- 1939: Prisioneros de la tierra (Regie: Mario Soffici)
- 1940: El hijo del barrio (Regie: Lucas Demare)
- 1940: La carga de los valientes (Regie: Adelqui Migliar)
- 1941: Hermanos (Regie: Enrique de Rosas)
- 1942: Vidas marcadas (Regie: Daniel Tinayre)
- 1944: Delirio (Regie: Arturo García Buhr)
- 1945: Pampa bárbara (Karawane zur Hölle) (Regie: Lucas Demare und Hugo Fregonese)
- 1948: La cigarra (Regie: Florían Rey)
- 1950: La fuerza ciega (Regie: Luis Boglia Barth)
- 1951: Los isleros (Inselbewohner) (Regie: Lucas Demare)
- 1953: Caballito criollo (Regie: Ralph Pappier)
- 1963: Canuto Cañete, conscripto del 7 (Regie: Leo Fleider und Julio Saraceni)
- 1964: Canuto Cañete y los 40 ladrones (Regie: Leo Fleider)